# NGC 5196
NGC 5196 (również PGC 47540) – galaktyka eliptyczna (E-S0), znajdująca się w gwiazdozbiorze Panny. Odkrył ją Albert Marth 12 kwietnia 1864 roku. Jest to galaktyka z aktywnym jądrem typu LINER.